# Emilia Zdunek
Emilia Zdunek (* 12. September 1992 in Stettin) ist eine ehemalige polnische Fußballspielerin, die im Zeitraum von 2016 bis 2024 für die A-Nationalmannschaft spielte.

## Karriere

### Vereine
Zdunek spielte in ihrer Jugend zuletzt im Jahr 2007 für den in Sianów ansässigen UKS Victoria SP2 Sianów Fußball, bevor sie im Alter von 14 Jahren in die erste Mannschaft aufgerückt, für diese in der Saison 2007/08 Punktspiele in der Gruppe Nord der I. Liga kobiet, der zweithöchsten Spielklasse im polnischen Frauenfußball, bestritt. Ihr erstes Tor im Seniorinnenbereich erzielte sie am 19. April 2007 (11. Spieltag) bei der 1:3-Niederlage im Auswärtsspiel gegen den TKKF Gryf Stettin.
Von 2008 bis zum Ende der Hinrunde der Saison 2012/13 spielte sie für Pogoń Stettin, in den letzten zweieinhalb Saisonen in der Ekstraliga Kobiet, der höchsten Spielklasse im polnischen Frauenfußball. In der Rückrunde der Saison bis zum Ende der Hinrunde der Saison 2013/14 war sie Spielerin des RTP Unia Racibórz. In der Rückrunde der Saison 2013/14 spielte sie für den 1. FC Kattowitz – jedoch in der I. Liga Kobiet.
Von 2014 bis 2016 spielte sie für Zagłębie Lubin, danach gehörte sie von 2016 bis 2019 Górnik Łęczna an.
Die Möglichkeit das erste Mal im Ausland zu spielen reizte und nutzte sie und begab sich nach Spanien. Dort war sie in der Saison 2019/20 Spielerin des FC Sevilla, der sie am 2. August 2019 unter Vertrag genommen hatte. Ihr Debüt in der Primera División gab sie am 15. September 2019 (2. Spieltag) bei der 0:3-Niederlage gegen Atlético Madrid.  Ihr erstes Tor erzielte sie am 20. Oktober 2019 (6. Spieltag) beim 4:0-Sieg im Heimspiel gegen den FC Barcelona mit dem Treffer zum 2:0 in der 64. Minute. Am 19. August 2020 bat sie um vorzeitige Auflösung ihres Vertrages, der am 9. Juli 2020 bis zum 30. Juni 2021 ausgedehnt worden war. Sie bestritt 17 Punktspiele und erzielte zwei Tore.
Nach Polen zurückgekehrt, war sie ein zweites Mal, jedoch nur eine Saison lang, für Górnik Łęczna aktiv, bevor sie in der Saison 2021/22 ein zweites Mal für einen Verein in Kattowitz spielte – dieses Mal für den GKS Katowice. Ihre Spielerkarriere fand nach zwei Jahren in Stettin mit der errungenen Meisterschaft 2024 von Pogoń ihr Ende.

### Nationalmannschaft
Für die angestrebte Teilnahme an der vom 22. bis 25. Juni 2009 in der Schweiz vorgesehenen Europameisterschaft bestritt sie drei Spiele der Gruppe 4 er ersten Qualifikationsrunde. Ein Sieg und zwei Niederlagen reichten jedoch nicht um sich für die zweite Qualifikationsrunde zu empfehlen. Ihr Debüt als Nationalspielerin hatte sie am 13. September 2008 in Strumica bei der 2:3-Niederlage gegen die U17-Nationalmannschaft Mazedoniens.
Der Altersklasse U19 zugehörig, kam sie im Vorfeld der vom 13. bis 25. Juli 2009 in Belarus sowie der vom 24. Mai bis zum 5. Juni 2010 in Nordmazedonien vorgesehenen Europameisterschaften in zwei am 23. und 28. April 2009 und in jeweils drei Spielen der ersten und zweiten Qualifikationsrunden vom 19. September 2009 bis zum 1. April 2010 ausgetragenen Spielen zum Einsatz. Im ersten Spiel der Gruppe 5 der ersten Qualifikationsrunde, beim 3:0-Sieg über die U19-Nationalmannschaft Litauens gelangen mit ihren Treffern zum 1:0 und 2:0 innerhalb von drei Minuten ihre ersten beiden Länderspieltore.
Ihr Debüt für die A-Nationalmannschaft fand unter Cheftrainer Miłosz Stępiński statt. Er setzte sie am 26. November 2016 in Łęczna im Spiel gegen die Nationalmannschaft von Belarus ein, in der sie 58 Minuten lang spielte. Ihr einziges Länderspieltor erzielte sie am 13. November 2018 in Kluczbork beim 4:0-Sieg im Freundschaftsspiel gegen die Nationalmannschaft Bosnien-Herzegowinas mit dem Treffer zum 2:0 in der 64. Minute.
Nachdem sie in mehreren Freundschaftsspielen, in vier Spielen der WM-Qualifikationsgruppe 2 (am 15. und 17. September sowie am 24. November 2017 und am 6. April 2018) und in fünf Spielen der EM-Qualifikationsgruppe D (am 7. und 11. März sowie am 23. und 27. Oktober 2020 und am 23. Februar 2021) eingesetzt worden war, bestritt sie auch bei der Teilnahme ihrer Mannschaft am Turnier um den Algarve-Cup 2019 die zwei Spiele der Gruppe B sowie das am 6. März in Parchal mit 0:3 verlorene Finale gegen die Nationalmannschaft Norwegens.

## Erfolge
Nationalmannschaft
- Algarve-Cup-Finalist 2019

Pogoń Stettin
- Polnischer Meister 2024

Górnik Łęczna
- Polnischer Meister 2018, 2019
- Polnischer Pokalsieger 2018